# Mobiliari del Monestir de Pedralbes

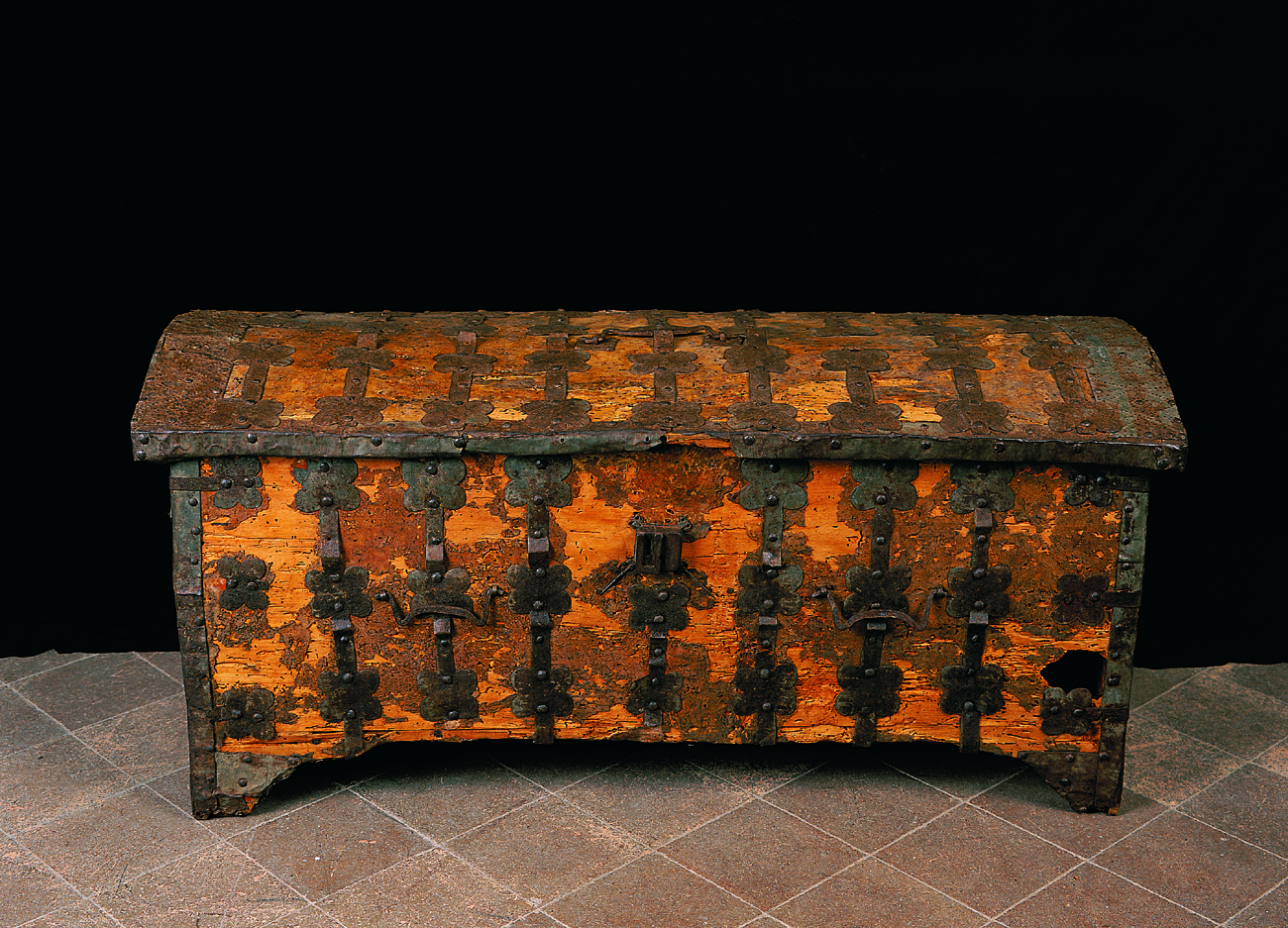
Cofre conegut com la Caixa de la Reina

## Introducció
El Reial Monestir de Santa Maria de Pedralbes, fundat l'any 1326 per la reina Elisenda de Montcada, tercera esposa de Jaume II, constitueix un testimoni cultural i històric únic de la comunitat de clarisses que hi visqué de forma pràcticament ininterrompuda des del 1327 fins a l'any 1982. El seu patrimoni artístic, cedit per la comunitat, esdevé un referent per a l'estudi dels costums, les modes i els models vida religiosa i secular al llarg de tota la seva història. Actualment es troba exposat dins els complexos de Petras Albas i els Tresors del Monestir del mateix museu.

## La formació d'una col·lecció
La col·lecció de mobles del monestir de Pedralbes ressalta pel seu valor històric més que no pas artístic. Conservats per la comunitat al llarg dels segles amb un criteri funcional més que estètic, no fou fins a finals del segle xix en què es comença a prendre consciència de la importància de la seva preservació. La gènesi d'aquesta col·lecció es troba en els orígens de la fundació del monestir a partir de les donacions de béns patrimonials de la mateixa Elisenda de Montcada i les nobles que l'acompanyaren i residiren al palau que s'hi feu construir, alguns dels quals han arribat fins a l'actualitat. D'aquesta manera s'entén la quantitat de mobles més propis de l'àmbit cortesà femení més que no pas religiós, que entraren al monestir formant part de l'aixovar i el dot de moltes dones de les famílies nobles i classes benestants. A part d'aquestes donacions personals o de caràcter pietós, els encàrrecs de la mateixa comunitat als artistes o mestres artesans reflectits als llibres de comptes i manuals de notaris constitueixen un altre important font d'ingressos. Es conserva, a la documentació del segle xvi, la presència de Joan Xammar, fuster de Barcelona, referit l'any 1513, en que se li paga  dues lliures, un sou i quatre diners per fer una taula d'àlber. L'any 1518 se li torna a pagar dues lliures i deu sous per fer lo monument e altres coses i el 1519 rebria de sor Maria D'Aragó, abadessa, la quantitat de dotze lliures i cinc sous en concepte de dos catedris de forme maioris fustis de noguer. Finalment, dos anys més tard, el 24 de novembre de 1521 rep divuit sous per un guariment de fusta havia fet sobre lo retaule del cor en temps de l'abadessa Sor Damiata de Mendoza.

## Els canvis del s. XVI
El segle xvi representa un punt d'inflexió per la història del monestir i dels seus béns a partir dels canvis que originen la reforma franciscana de l'estricta observança i les relacions comercials amb el nord d‘Europa i Amèrica. Dins l'aspecte espiritual, les reformes afecten a la mateixa configuració de l'espai religiós i al funcionament intern de la comunitat, impulsades pel rei Ferran I d'Aragó, amb la voluntat de cercar una cohesió política i religiosa pel seu territori. Durant aquest segle, es reforça la clausura i es dona un nou impuls a la litúrgia vigent. Els llinatges més representatius de la noblesa catalana que fins ara havien ostentat el càrrec d'abadessa són substituïts per altres més vinculats a la corona castellana, com demostren les abadesses sor Teresa Enríquez (1495-1507), sor Maria d'Aragó (1515-1519), filla natural del rei Ferran, sor Damiata de Mendoza (1520), sor Teresa de Cardona (1521-1562) cosina del rei Ferran, i sor Isabel de Cardona (1562-1586).
La nova dinàmica comercial que s'estableix a partir del comerç amb Amèrica i el nord d'Europa, sobretot amb la zona de Flandes, es reflecteix al patrimoni del monestir per la presència de mobles realitzats amb fustes poc comunes. Ressalta en aquest context la cadira baixa de dama coneguda com a Cadira de la Reina, de factura luxosa, i elaborada amb una fusta vermella de cedre que probablement es tractaria de la Cedrela toona o cedre de l'Índia. Paral·lelament, les relacions amb el nord d'Europa porten l'acostament de nous corrents d'espiritualitat que defensen una religiositat més privada i intimista, i que es reflecteixen al monestir en la proliferació de les cel·les de dia durant aquest segle xvi. És gràcies a aquest reduïts espais de devoció personal que es conserva una col·lecció notable d'arquetes, arquimeses, caixes, escriptoris amb portes, cadires baixes i tauletes la funcionalitat dels quals exemplifica la varietat de tipologies renaixentistes vigents a l'època.

## Els models del s. XVI. Tipologies
En les tipologies de mobiliari del s. XVI del monestir la funcionalitat religiosa de l'esperit franciscà, auster, comparteix espai amb el moble luxós dels ambients seculars, més propi de l'estrado o l'espai femení privat. Conjuntament amb les tipologies que tenen arrels en èpoques més remotes, com les caixes i els cofres, hi conviuen els nous models que sorgeixen amb el desenvolupament de la societat moderna, com les arquilles d'estrada, les arquimeses o els bufets. Tret d'alguna notable excepció, la majoria d'obres de la col·lecció de mobles conservada són de producció catalana i elaborades amb fustes autòctones d'àlber, avet, bedoll, noguera o ribera per l'estructura bàsica i per les motllures aplicades o bossells. Pels elements decoratius s'empren fustes de fruiter, com el boix, i l'os, seguint procediments de clara influència islàmica, com l'aplicació i embotit amb la tècnica de la tarsia certosina o pinyonet, o la tarsia a toppo o marqueteria de cadeneta. Pel que fa a la tècnica constructiva, abans del forjat, es ressalta l'ús de grans posts de fusta unides amb emmetxada a cua d'orenella; també emmetxats de mitja mossa, encaixos a trau i metxa; muntants i travessers, el serrat, tallat i clavat, el vogit i el tornejat.

### L'espai privat
L'espai femení privat de les cases benestants a l'època moderna està decorat amb mobles de petites dimensions que s'adeqüen a l'espai que han d'ocupar i al seu ús: la custòdia d'objectes personals. La funció estètica i decorativa és més valorada que la funcional. Destaquen els elements decoratius geomètrics plasmats amb composicions fetes amb tècniques d'inspiració islàmica com la tarsia.

#### Les arquilles
Un exemple d'arquilla (MP 115.066) mostra la derivació dels models andalusins del s. XVI, tot i que s'observen modificacions de segles posteriors. Està formada per un buc de planta rectangular i tapa a quatre vessants amb pla superior. L'exterior està recobert pel treball de marqueteria de tarsia a toppo dibuixant un mosaic de motius d'estrelles de vuit puntes amb quadrats interiors. Les estrelles s'emmarquen dins octàgons que formen elements estelats, vorejats per sanefes.
Una altra arquilla (MP 115.267) ressalta pel seu valor històric, que il·lustra la dinàmica conventual d'ús qüotidià. S'organitza en sis columnes de sis fileres de calaixets que s'obren amb petits tiradors en forma de gerret. Destinat a la custòdia d'objectes personals, algun calaix conserva gravat el nom de monges. Originalment disposava de dues portes exteriors.

#### Les arquimeses
Un model d'arquimesa conservat (MP 115.268) està feta de fusta de noguera amb tapa d'arbre de ribera. És singular pel contrast que representa entre l'austeritat exterior i riquesa de l'interior. L'embotit és de boix, fruiter i palissandre. L'interior es distribueix amb calaixos distribuïts desigualment segons la posició que ocupen. La decoració és de tarsia certosina amb embotit geomètric d'estrelles de vuit puntes emmarcades entre filet de boix, sanefes de cinta i rombes. Les motllures, els tiradors en forma de gerret i les sanefas de cinta dels calaixos inferiors introdueixen ja aspectes renaixentistes.
Una altra arquimesa a destacar (MP 115.329), està realitzada també amb fusta de noguera i presenta elements decoratius austers definits per les motllures que perfilen els calaixos i els tiradors renaixentistes. Organitza l'interior amb dues portelles laterals i quatre registres horitzontals amb diferent nombre de calaixets.

#### Les caixes
Es conserven tres tipologies de caixes dins la col·lecció del monestir. La primera (MP 115.064) és una mostra de principis del segle xvi amb treball de marqueteria embotida a la certosina, sense compartiment interior per a calaixets i exteriorment decorada amb fulloles aplicades que disposen quatre plafons al frontis i un plafó a cada lateral amb motlluratge interior. La decoració presenta motius geomètrics entrellaçats i a la socalada es repeteix un motiu figuratiu d'un pou amb un ramet de tres tiges florides. A la part superior de la tapadora hi destaca el motiu heràldic d'un bou. Pel fet de presentar un cos paral·lelepipèdic totalment lliure, sense compartiments, se la coneix com a “caixa de nuvi”.
La segona (MP 115.075) es tracta d'un moble d'un taller barceloní de finals del s. XVI amb modificacions de segles posteriors. Presenta una decoració de gust clàssic reflectida en els plafons i l'interior, disposant frisos en forma de tríglifs i mètopes decorats amb aplicacions de fullatge. Tres plafons motllurats són emmarcats pels frisos, que divideixen el frontal de la caixa, on estrets llistons aplicats configuren un reticulat ornamental. El plafó de la dreta dona accés als petits calaixos, i el moble descansa sobre una socalada motllurada sostinguda per potes en forma d'urpa.
La tercera (MP 115.301) és una caixa major austera de grans dimensions amb l'escut de Pedralbes inscrit a la tapa que sembla destinat a l'ús religiós. Presenta un notable treball als motlluratges del sòcol, la tapa i els tres plafons del frontis, bordejats per muntants llisos.

#### Petits escriptoris
Es conserva un únic escriptori (MP. 115.270) de noguera amb tapa superior que s'obre deixant veure un dibuix geomètric d'estrella de dotze puntes inscrita dins un cercle. L'embotit forma rombes i filets de boix i presenta una barreja d'elements renaixentistes i mudèjars que la fan ser una peça única. Per la seva singularitat, devia pertànyer a una dona d'un alt nivell econòmic.

#### Els seients
La notable presència de seients a la col·lecció es testimonia partir de les diverses tipologies que s'han conservat. Destaquen els models de cadira baixa, cadira de braços o de repòs, cadira de tisora, cadira plegadissa o els diversos tamborets, però no tots aquest models són del s. XVI.
La cadira baixa coneguda com a Cadira de la Reina (MP 115.088) és l'exemple més paradigmàtic. Es tracta d'una cadira baixa, luxosa, en fusta noble de cedre i seient de reixeta. El seu model esdevé un referent formal per cadires d'èpoques posteriors.
Trobem també l'exemple d'una cadira plegadissa (MP 115.178) de fusta de noguera amb cordovà a l'aire al seient i respatller. Força austera; l'única decoració que presenta és una creu de Malta tallada als laterals de l'empunyadura.
Una mostra de la de cadira de braços, també anomenada cadira de frares, és un altre model conservat (MP 115.216) de procedència espanyola. Destaca el respatller de cuir negre cisellat dibuixant un rosetó central i un escut central flanquejat per grius a la xambrana davantera.
Ben entrat el segle, es troba una cadira de cuir gravat i cisellat (MP 115.219) dibuixant dos quadrats amb flor central. Presenta la xambrana davantera calada amb decoració de ronyons i els braços vogits en “S”.

#### Les tauletes
La tauleta vetllador de cargol conservada a la col·lecció (MP.115.272) és única a l'època a Catalunya i un exemple singular de la tècnica del pinyonet. Presenta un taulell decagonal emmarcat per motllures. La superfície està decorada amb embotit de rombes, triangles d'os i dobles filets de boix, que formen estrelles i cercles a partir del motiu central en forma d'estrella.

### Mobiliari conventual
A diferència dels mobles de l'espai privat o estrado, als mobles conservats al recinte monàstic hi preval la funcionalitat per sobre l'aspecte formal o decoratiu. Es tracta d'un conjunt integrat sobretot per armaris i faristols.

#### Armaris
Els armaris presenten mides diferents però destaquen per la seva sobrietat. Destaca l'armari de la infermeria (MP. 115.102), que presenta la inscripció “es de la / enfer a” gravada a una de les portes. No presenta motllures, sòcol, peus, ni tirador. L'únic element decoratiu hi destaca són les frontisses acabades en remat de sageta.

#### Faristols
Per la custòdia dels llibres de l'arxiu o del cor es conserven dos models de faristols. El faristol petit (MP. 115.280) elegant i auster, està destinat a la custòdia de llibres. Segurament l'armari interior és anterior al volum giratori, ja del s. XVI. Es conserva actualment a l'exposició de Petras Albas.
El faristol conservat al cor alt (MP 115.281) està elaborat en fusta de noguera de planta vuitavada amb quatre portes practicables al volum interior. El volum interior presenta les cares compartimentades per llistons motllurats configurant sis plafons decorats amb la tècnica de la tarsia. A la porta d'una de les cares principals hi destaca a la part superior l'escut de sor Maria d'Aragó i el del monestir de Montserrat a l'inferior. Els altres plafons presenten un motiu de gerrets amb tres branquetes florides emmarcats per sanefes. Totes les cares del volum interior contenen entrellaçats geomètrics. El cos central, giratori, té forma de piràmide truncada i distribueix la superfície amb plafons quadrangulars amb un motiu central octagonal que tanca una estrella central. Les cantonades dels plafons contenen petits motius estrellats. El moble presenta intervencions posteriors, com el cos superior del s. XIX.